# Coron (ville)
Coron est une ville de 1re classe de la province de Palawan aux Philippines. Selon le recensement de 2015 elle compte 51 803 habitants.
Coron Island is one of the best wreck diving areas around, offering six large, intact WWII ships, a few smaller ones, and one of the most unique lake dives in the world. While there are seven lakes on the island, only two are accessible. With reefs, shallow wrecks, and calm, clear waters in abundance, even the snorkelers among you will have ample opportunities to experience the underwater beauty. Coron Island has been listed as a top 10 dive site in several publications and with good reason. If you’re a wreck diver, you don’t want to skip Coron.

## Barangays
Bataraza est divisée en 23 barangays.
- Banuang Daan
- Bintuan
- Borac
- Buenavista
- Bulalacao
- Cabugao
- Decabobo
- Decalachao
- Guadalupe
- Lajala
- Malawig
- Marcilla
- Barangay I
- Barangay II
- Barangay III
- Barangay IV
- Barangay V
- Barangay VI
- San Jose
- San Nicolas
- Tagumpay
- Tara
- Turda

## Démographie
| Année | Habitants | Évolution |
| ----- | --------- | --------- |
| 1970  | 17 852    | -         |
| 1975  | 20 828    | 3,14 %    |
| 1980  | 25 129    | 3,82 %    |
| 1990  | 33 228    | 2,83 %    |
| 1995  | 27 040    | -3,79 %   |
| 2000  | 32 243    | 3,84 %    |
| 2007  | 40 007    | 3,02 %    |
| 2010  | 42 941    | 2,61 %    |
| 2015  | 51 803    | 3,64 %    |